# Morone
Pour les articles homonymes, voir Morone (homonymie).
Genre
Morone est un genre de poissons de la famille des Moronidae.

## Liste des espèces
- Morone americana (Gmelin, 1789) - baret, perche blanche, bar blanc d'Amérique
- Morone chrysops (Rafinesque, 1820) - bar blanc
- Morone mississippiensis Jordan et Eigenmann in Eigenmann, 1887
- Morone saxatilis (Walbaum, 1792) - bar rayé